# Văn học Đại Việt thời Lê sơ
Văn học đời Lê sơ là một giai đoạn văn học Việt Nam dưới thời kỳ đầu nhà Hậu Lê nước Đại Việt từ năm 1428 đến năm 1527.

## Khái quát
Các thể loại văn học chính thời kỳ này gồm thơ, phú, chiếu, biểu, văn bia, truyện ký, cáo, chính luận. Lực lượng sáng tác thời Lê sơ khá hùng hậu và thành tựu sáng tác cũng rất lớn, để lại dấu ấn đậm nét trong lịch sử văn học thời phong kiến của Việt Nam.
Nội dung văn học thời kỳ này khá phong phú, phản ánh đa dạng đời sống chính trị, xã hội, tinh thần.

## Tác gia và tác phẩm tiêu biểu

### Thời kỳ đầu
- Nguyễn Trãi được xem là tác gia quan trọng hàng đầu của văn học thời Lê sơ. Những tác phẩm được truyền tụng nhiều nhất của ông gồm có:
  - Bình Ngô đại cáo: viết tháng 3 năm 1427, thuật lại cuộc Khởi nghĩa Lam Sơn - quá trình đánh đuổi quân Minh, giành lại độc lập cho nước Đại Việt. Tác phẩm này được coi là áng thiên cổ hùng văn, là bản tuyên ngôn độc lập thứ 2 trong lịch sử Việt Nam.
  - Quân trung từ mệnh tập: Là tác phẩm văn xuôi do Nguyễn Trãi thay Lê Lợi viết trong màn trướng từ năm 1423 đến 1427, phần lớn là thư từ gửi cho tướng lĩnh nhà Minh trong thời gian chiến tranh và các biểu, dụ. Tổng số còn sưu tầm được đến nay là 69 bài.
  - Ức Trai thi tập: tập thơ chữ Hán của Nguyễn Trãi, hiện còn lại 99 bài.
  - Quốc âm thi tập: Tập thơ chữ Nôm của Nguyễn Trãi, hiện còn 254 bài[2]. Đây là tập thơ Nôm cổ nhất và cũng là mốc đánh dấu bước phát triển của chữ Nôm thế kỷ 15.
- Nguyễn Mộng Tuân cũng là nhà văn nổi tiếng đương thời. Tác phẩm tiêu biểu nhất của ông là Hạ thừa chỉ Ức Trai tân cư (Mừng nhà mới của quan thừa chỉ Ức Trai)
- Lý Tử Tấn có tập thơ Chuyết Am, trong đó nổi tiếng nhất là Đề Ức Trai bích (đề thơ trên vách nhà Ức Trai). Ngoài ra, ông còn có hai bài phú nổi tiếng là Chí Linh sơn phú (Phú núi Chí Linh) và Xương Giang phú (Đại ý: Ca ngợi chiến thắng Xương Giang ngày 3 tháng 11 năm 1427 của nghĩa quân Lam Sơn)

### Thời kỳ sau
Sang nửa sau thời Lê sơ, dưới triều Lê Thánh Tông, văn học Đại Việt có bước phát triển mới. Chính vua Lê Thánh Tông là đại diện tiêu biểu nhất của giai đoạn này
- Lê Thánh Tông
  - Các tập thơ chữ Hán: Anh hoa hiếu trị (xướng hoạ với con các đại thần khi về thăm Lam Kinh), Chinh Tây kỷ hành (viết trên đường đánh Chiêm Thành năm 1471), Minh lương cẩm tú (xướng hoạ với các văn thần), Quỳnh uyển cửu ca (xướng hoạ với các văn nhân trong hội Tao Đàn), Xuân Vân thi tập (năm 1496), Châu cơ thắng thưởng, Văn minh cổ suý, Cổ kim cung từ thi tập
  - Lam Sơn Lương thủy phú (bài phú miêu tả vẻ đẹp của núi Lam và sông Lương và công trạng của khởi nghĩa Lam Sơn)
  - Thơ chữ Nôm: Hồng Đức quốc âm thi tập, và một số bài trong Lê triều danh nhân thi tập
- Ngô Chi Lan là nữ nhà thơ, mang bản sắc riêng, không khuôn sáo, gò ép, đẹp cả ý và lời, thường kết hợp nhuần nhuyễn giữa vẻ đẹp cảnh vật với những chi tiết chân thực của đời sống và có cái nhìn nhân ái trước cuộc đời và con người. Có thể coi bà là nhà thơ nữ đầu tiên có đóng góp quan trọng đối với sự phát triển của thơ ca Việt Nam.
- Thái Thuận là nhà thơ trữ tình, có tiếng thời Hồng Đức, tác phẩm được các học trò sưu tầm thành Lã Đường thi tập.
- Nguyễn Bảo để lại tập thơ Châu Khê tập, cũng do học trò sưu tầm sau khi ông mất.
- Vũ Quỳnh và Kiều Phú: hai nhà văn có công lớn trong việc sắp xếp hiệu chỉnh lại tác phẩm Lĩnh Nam chích quái ra đời từ thời nhà Trần.
- Đặng Minh Khiêm để lại tập thơ vịnh sử Việt giám định sử thi - tập thơ vịnh sử lớn đầu tiên trong văn học Việt Nam.

Ngoài các tác gia trên, còn những người có công lao sưu tầm, biên soạn các bộ thi tuyển như Phan Phu Tiên và Chu Xa kế tục nhau làm bộ thi tuyển sớm nhất ở Việt Nam gọi là Việt âm thi tập (thơ các tác giả Trần – Hồ và đầu Lê sơ gồm hơn 700 bài. Sau đó có Dương Đức Nhan soạn bộ Cổ kim chư gia tinh tuyển và Hoàng Đức Lương làm bộ Trích diễm thi tập.